# Artículo V de la Constitución de los Estados Unidos
El Artículo cinco de la Constitución de los Estados Unidos describe el proceso a través del cual la Constitución puede ser alterada por el Congreso de los Estados Unidos o por una convención nacional que será convocada a solicitud de las legislaturas de, por lo menos, dos terceras partes de los estados.

## Texto
El Congreso, cuandoquiera que dos tercios de ambas Cámaras lo consideren necesario, propondrá enmiendas a esta Constitución, o, a requisición de las Asambleas Legislativas de dos tercios de los diversos Estados, convocará una Convención para que proponga enmiendas, las cuales, en cualquier caso, serán válidas para todo intento y propósito, como parte de esta Constitución, una vez ratificadas por las Asambleas Legislativas de tres cuartos de los Estados, o por Convenciones en tres cuartos de los mismos, según uno u otro modo de ratificación sea propuesto por el Congreso; considerando que ninguna enmienda que sea hecha antes del año mil ochocientos ocho podrá afectar en forma alguna a las cláusulas primera y cuarta de la novena sección del artículo primero; y que ningún Estado, sin su consentimiento, será privado de su igual sufragio en el Senado.

## La propuesta
Si por lo menos dos terceras de las legislaturas de Estados le solicitan, el Congreso tiene que convocar un Convención para proponer una enmienda. Este tipo de convención nunca ha ocurrido.

## Ratificación
Después de la propuesta oficial, una enmienda constitucional tiene que ser ratificado por las legislaturas de, o por convenciones dentro de, por lo menos tres cuartas partes de los estados.